# Litarcturus coppingeri
Litarcturus coppingeri är en kräftdjursart som först beskrevs av Edward John Miers 1881.
Litarcturus coppingeri ingår i släktet Litarcturus och familjen Antarcturidae. Inga underarter finns listade i Catalogue of Life.